# 魏揚
魏揚（1988年11月10日—），中華民國社會運動人士、黑色島國青年陣線成員，現為綠色公民行動聯盟研究員、TCAN台灣氣候行動網絡研究員。曾主導323佔領行政院事件並為現場總指揮，後被警方判定為主謀，於驅離後逮捕。曾於2017年加入社會民主黨並出任政策部專員。

## 早年
魏揚畢業於國立臺中第一高級中學，其後進入國立清華大學人文社會學院。大學畢業後，進入國立清華大學社會學研究所取得碩士學位，再赴英國牛津大學完成第二個社會學碩士學位。目前就讀國立台灣大學社會學研究所博士班。。

## 政治參與
魏揚曾參與反學費調漲、反媒體壟斷、反大埔強徵、反國光石化開發案等運動，2013年8月發起反對兩岸服務貿易協議的黑色島國青年陣線並擔任總召。另亦曾參與財團法人小英教育基金會實習計畫，分配至立法委員姚文智辦公室實習。
2014年台北捷運隨機殺人事件後，稱「法律應追求正義，不是回應群眾憤怒」，質疑死刑缺乏價值與邏輯的內在一致性。
佔領行政院
2014年3月23日晚間，示威群眾佔領行政院庭院，同時有群眾闖入行政院辦公大樓，而魏揚抵達行政院現場，自稱總指揮，接下主導工作。其後也在臉書上發表文章，表示：「抱歉我知道這樣動員很不負責，但請願意的朋友來行政院聲援，多來一人，就必須逼警方多派三個人清場，之所以佔領行政院，除爲立法院夥伴舒減壓力，更是讓馬政府看見人民的決心！」，呼籲群眾抵達現場支援。魏揚在現場時，亦表示願對行政院衝撞事件負起法律責任。
警方於當晚開始驅離，次日凌晨逮捕魏揚。檢方隨後以涉犯聚眾妨害公務、妨害公務執行及職務強制、煽惑、毀損、侵入住宅等罪，且有串證之虞為由，向臺灣臺北地方法院聲請羈押。臺北地方法院晚上八點三十分召開羈押庭，法官以無積極事證能證明他為主謀，裁定無保請回。
赴美宣講
2014年4月，魏揚與另一名太陽花學運學生領袖黃郁芬應臺灣人公共事務協會邀請，至美國華盛頓特區與紐約市宣講，向旅美臺人與美國社會說明太陽花學運。行中並出席台灣人公共事務會在國會舉行的簡報會，與美國國務院官員交流。亦接受美國之音「海峽論談」節目專訪，說明其心路歷程與觀點。此行各地演講之影音則置於臺灣人公共事務協會網頁公開。
張志軍事件
2014年6月，魏揚與多名黑色島國青年成員在烏來以鐵鍊欲阻張志軍車隊前往，遭到警方逮捕。
離開黑島青
2015年5月19日，魏揚、蔡昆儒、陳韋辰、簡君儒因為對於組織路線上的落差，決議離開「黑色島國青年陣線」。
2015年9月17日，擔任時代力量立法委員邱顯智競選團隊政策組。
2017年加入社會民主黨，擔任政策部專員。
2024年5月24日，參與青鳥運動，並上台宣傳。
現任，綠色公民行動聯盟研究員、TCAN台灣氣候行動網絡研究員。

## 個人生活
魏揚父親為魏貽君，母親為楊翠，兩人目前皆任職於國立東華大學華文文學系。魏揚為楊逵之外曾孫，而台灣白色恐怖時期異議人士魏廷朝則為魏揚叔公。
2024年10月20日，魏揚與離島出版社創意總監呂伊庭於台北晶華酒店完婚。

## 外部連結
- 魏揚的Facebook專頁